# Storfotsfladdermus
Storfotsfladdermus, tidigare även Capaccinis fladdermus (Myotis capaccinii) är en fladdermusart i familjen  läderlappar (Vespertilionidae).

## Beskrivning
En liten fladdermus som är lik vattenfladdermusen, men något större än denna, längden är mellan 4 och 5 cm, vingbredden mellan 23 och 27 cm och vikten mellan 6 och 14 g. Den är dessutom något annerlunda färgad: Pälsen är gråbrun på ovansidan, inte rödaktig, ljusgrå under, och fötterna är större än hos vattenfladdermusen. Artens flygmembran och öron har allmänt samma färg som pälsen på ovansidan och djurets tragus (broskig flik i örat) är lång och spetsig.

## Vanor
Storfotsfladdermus börjar jaga insekter mellan ungefär 21 till midnatt, och fortsätter mellan 1 och 5 timmar (upphör senast vid gryningen). Jaktflykten sker över våtmarker och vattendrag (även kanaler och vattenmagasin), men även över torrare buskvegetation. På Balkan ses den främst över karstmarker. Den kan gå upp i bergen till omkring 900 meters höjd. Fladdermusen söker dag- och vinterkvarter i underjordiska utrymmen, framför allt grottor. Den är en sällskaplig art, och bildar ofta kolonier med andra arter, gärna stort och litet musöra.
Före ungarnas födelse bildar honor egna kolonier som är skilda från de flesta hannarna. Honan föder under maj eller juni en enda unge och med ungar kan en koloni ha 50 till 600 medlemmar. Cirka en månad efter födelsen får ungarna flygförmåga. Könsmognaden infaller för honor efter ett år och för hannar efter två år. Storfotsfladdermusen parar sig i september eller oktober.
Lätet som används för ekolokaliseringen börjar med en frekvens mellan 70 och 90 kHz som sedan avtar till mellan 39 och 34 kHz. Enstaka exemplar kan vandra 100 eller sällan 150 km men oftast stannar de i samma region.

## Utbredning
Storfotsfladdermus finns sparsamt från östra Spanien, södra Frankrike, Italien (Medelhavsöarna och mellersta fastlandet) och Cypern över Balkan och Turkiets medelhavskust till Mellanöstern (Syrien, Libanon, norra Israel, Palestina och nordvästra Jordanien). Dessutom i Nordafrika (Marockos och Algeriets medelhavskuster).

## Status
Storfotsfladdermus är globalt sårbar ("VU"), och utrotad i Schweiz. Upptagen på Röda listan: VU (sårbar), klassning "A4bce". Upptagen i EU:s habitatdirektiv (bilaga 2 och 4).